# Néac
Néac est une commune française située dans le département de la Gironde en région Nouvelle-Aquitaine. C'est aussi une commune du Grand Saint-Émilionnais faisant partie du Canton du Nord-Libournais. À 50 minutes de Bordeaux, 10 kilomètres de Libourne, et 10 kilomètres de Saint-Émilion, elle se trouve sur une butte culminant à 54 mètres et sa superficie est de 688 ha. En 2018, la commune compte 365 habitants, appelés les Néacais et les Néacaises.

## Géographie

### Localisation
La commune est située dans le Libournais sur la Barbanne.

### Communes limitrophes
Les communes limitrophes sont Lalande-de-Pomerol, Montagne, Pomerol et Saint-Émilion.
| Lalande-de-Pomerol |                                    |          |
|                    | Néac                               | Montagne |
| Pomerol            | Saint-Émilion (par un quadripoint) |          |

### Climat
Pour des articles plus généraux, voir Climat de la Nouvelle-Aquitaine et Climat de la Gironde.
Historiquement, la commune est exposée à un climat océanique aquitain.  
En 2020, Météo-France publie une typologie des climats de la France métropolitaine dans laquelle la commune est exposée à un climat océanique et est dans la région climatique  Aquitaine, Gascogne, caractérisée par une pluviométrie abondante au printemps, modérée en automne, un faible ensoleillement au printemps, un été chaud (19,5 °C), des vents faibles, des brouillards fréquents en automne et en hiver et des orages fréquents en été (15 à 20 jours).
Pour la période 1971-2000, la température annuelle moyenne est de 12,7 °C, avec une amplitude thermique annuelle de 14,7 °C. Le cumul annuel moyen de précipitations est de 839 mm, avec 11,6 jours de précipitations en janvier et 6,9 jours en juillet. Pour la période 1991-2020, la température moyenne annuelle observée sur la station météorologique la plus proche, située sur la commune de Saint-Émilion à 5 km à vol d'oiseau, est de 13,9 °C et le cumul annuel moyen de précipitations est de 798,1 mm,. Pour l'avenir, les paramètres climatiques de la commune estimés pour 2050 selon différents scénarios d’émission de gaz à effet de serre sont consultables sur un site dédié publié par Météo-France en novembre 2022.

## Urbanisme

### Typologie
Au 1er janvier 2024, Néac est catégorisée commune rurale à habitat dispersé, selon la nouvelle grille communale de densité à sept niveaux définie par l'Insee en 2022.
Elle est située hors unité urbaine. Par ailleurs la commune fait partie de l'aire d'attraction de Libourne, dont elle est une commune de la couronne,. Cette aire, qui regroupe 24 communes, est catégorisée dans les aires de 50 000 à moins de 200 000 habitants,.

### Occupation des sols

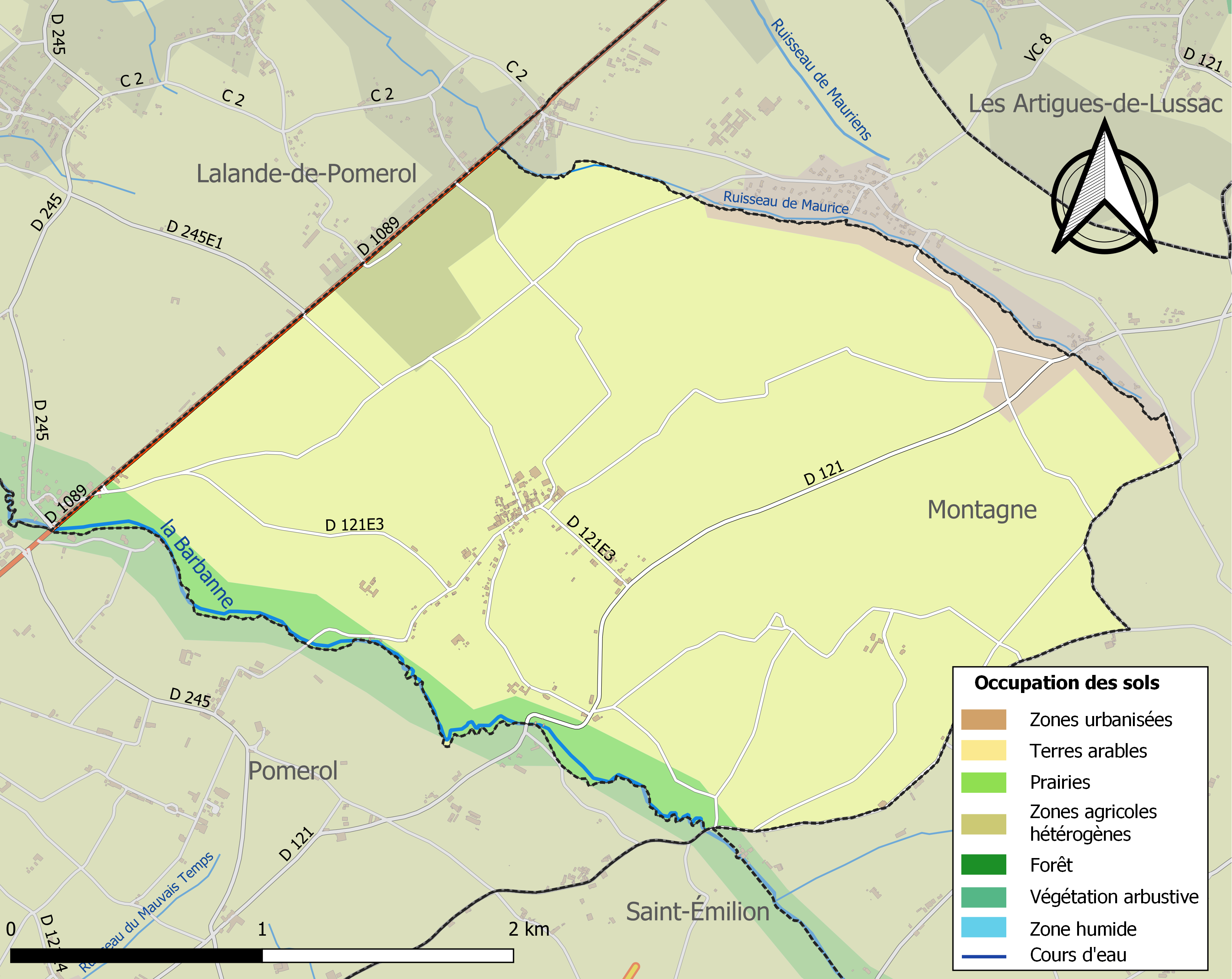
Carte des infrastructures et de l'occupation des sols de la commune en 2018 (CLC).

L'occupation des sols de la commune, telle qu'elle ressort de la base de données européenne d’occupation biophysique des sols Corine Land Cover (CLC), est marquée par l'importance des territoires agricoles (96,4 % en 2018), en diminution par rapport à 1990 (100 %). La répartition détaillée en 2018 est la suivante : 
cultures permanentes (87,6 %), prairies (4,6 %), zones agricoles hétérogènes (4,2 %), zones urbanisées (3,6 %). L'évolution de l’occupation des sols de la commune et de ses infrastructures peut être observée sur les différentes représentations cartographiques du territoire : la carte de Cassini (XVIIIe siècle), la carte d'état-major (1820-1866) et les cartes ou photos aériennes de l'IGN pour la période actuelle (1950 à aujourd'hui).

### Risques majeurs
Le territoire de la commune de Néac est vulnérable à différents aléas naturels : météorologiques (tempête, orage, neige, grand froid, canicule ou sécheresse), inondations et séisme (sismicité faible). Un site publié par le BRGM permet d'évaluer simplement et rapidement les risques d'un bien localisé soit par son adresse soit par le numéro de sa parcelle.
La commune a été reconnue en état de catastrophe naturelle au titre des dommages causés par les inondations et coulées de boue survenues en 1982, 1999 et 2009,.

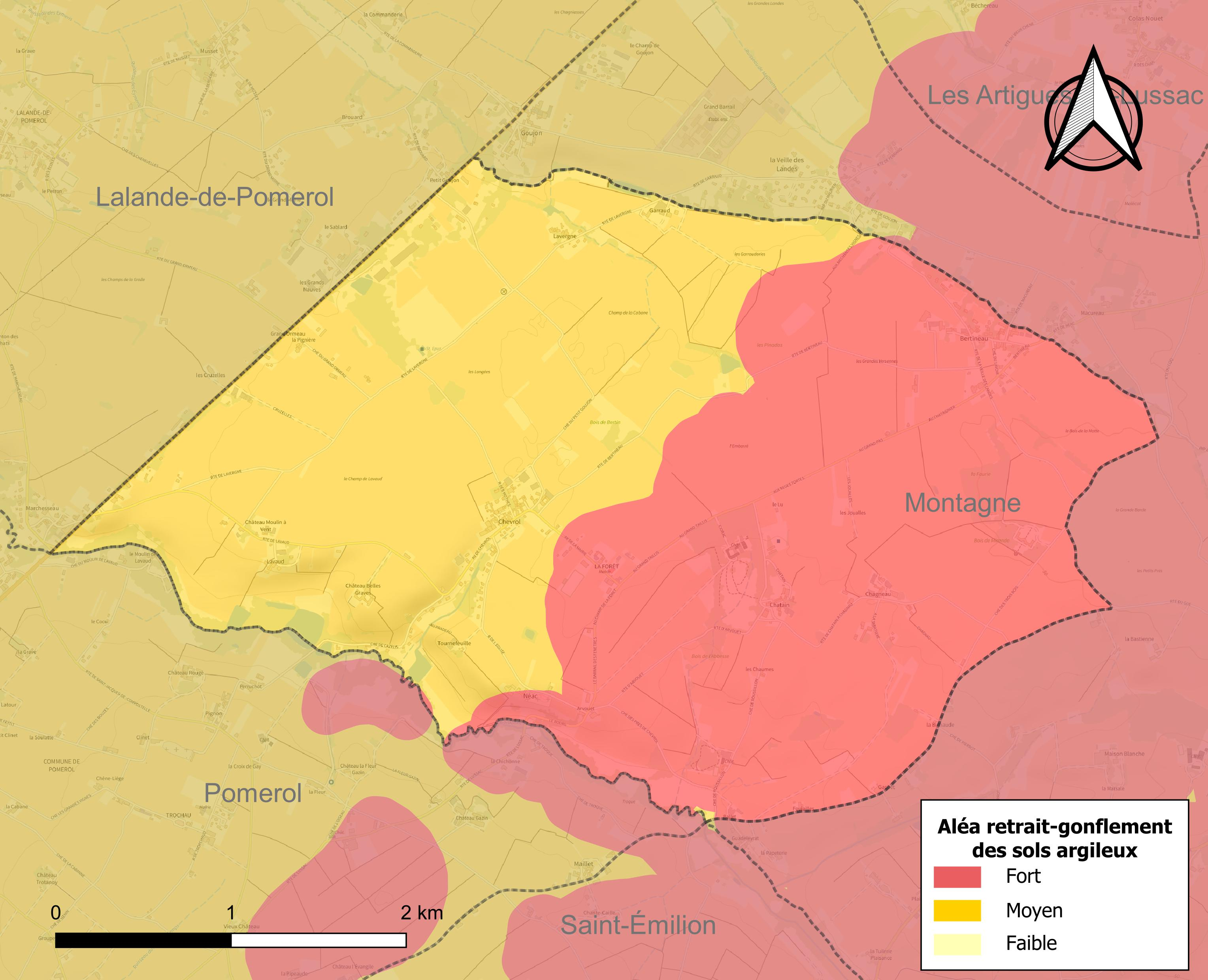
Carte des zones d'aléa retrait-gonflement des sols argileux de Néac.

Le retrait-gonflement des sols argileux est susceptible d'engendrer des dommages importants aux bâtiments en cas d’alternance de périodes de sécheresse et de pluie. La totalité de la commune est en aléa moyen ou fort (67,4 % au niveau départemental et 48,5 % au niveau national). Sur les 214 bâtiments dénombrés sur la commune en 2019, 214 sont en aléa moyen ou fort, soit 100 %, à comparer aux 84 % au niveau départemental et 54 % au niveau national. Une cartographie de l'exposition du territoire national au retrait gonflement des sols argileux est disponible sur le site du BRGM,.
Par ailleurs, afin de mieux appréhender le risque d’affaissement de terrain, l'inventaire national des cavités souterraines permet de localiser celles situées sur la commune.
Concernant les mouvements de terrains, la commune a été reconnue en état de catastrophe naturelle au titre des dommages causés par la sécheresse en 2017 et par des mouvements de terrain en 1999.

## Politique et administration
| Période                                  | Période  | Identité         | Étiquette | Qualité                                                                                                 |
| ---------------------------------------- | -------- | ---------------- | --------- | --- |
| 1962                                     | 1971     | Olivier Guichard | UNR-UDR   | Haut-fonctionnaire Député de Loire-Atlantique (1967-1977) Ministre de l'Education Nationale (1969-1972) |
|                                          |          |                  |           | |
| mars 1989                                | 2020     | Georges Briffaut |           | Retraité                                                                                                |
| mai 2020                                 | En cours | Patrick Fourreau |           | Agriculteur                                                                                             |
| Les données manquantes sont à compléter. |          |                  |           | |

## Démographie
L'évolution du nombre d'habitants est connue à travers les recensements de la population effectués dans la commune depuis 1793. Pour les communes de moins de 10 000 habitants, une enquête de recensement portant sur toute la population est réalisée tous les cinq ans, les populations de référence des années intermédiaires étant quant à elles estimées par interpolation ou extrapolation. Pour la commune, le premier recensement exhaustif entrant dans le cadre du nouveau dispositif a été réalisé en 2004.

En 2022, la commune comptait 324 habitants, en évolution de −20,39 % par rapport à 2016 (Gironde : +6,91 %, France hors Mayotte : +2,11 %).
| 1793 | 1800 | 1806 | 1821 | 1831 | 1836 | 1841 | 1846 | 1851 |
| ---- | ---- | ---- | ---- | ---- | ---- | ---- | ---- | ---- |
| 560  | 551  | 510  | 449  | 452  | 466  | 451  | 427  | 418  |

| 1856 | 1861 | 1866 | 1872 | 1876 | 1881 | 1886 | 1891 | 1896 |
| ---- | ---- | ---- | ---- | ---- | ---- | ---- | ---- | ---- |
| 423  | 476  | 459  | 418  | 467  | 401  | 399  | 450  | 438  |

| 1901 | 1906 | 1911 | 1921 | 1926 | 1931 | 1936 | 1946 | 1954 |
| ---- | ---- | ---- | ---- | ---- | ---- | ---- | ---- | ---- |
| 430  | 440  | 430  | 428  | 435  | 482  | 435  | 456  | 521  |

| 1962 | 1968 | 1975 | 1982 | 1990 | 1999 | 2004 | 2006 | 2009 |
| ---- | ---- | ---- | ---- | ---- | ---- | ---- | ---- | ---- |
| 489  | 548  | 508  | 509  | 463  | 403  | 410  | 415  | 391  |

| 2014 | 2019 | 2022 | - | - | - | - | - | - |
| ---- | ---- | ---- | - | - | - | - | - | - |
| 399  | 345  | 324  | - | - | - | - | - | - |

## Équipements, services et vie locale

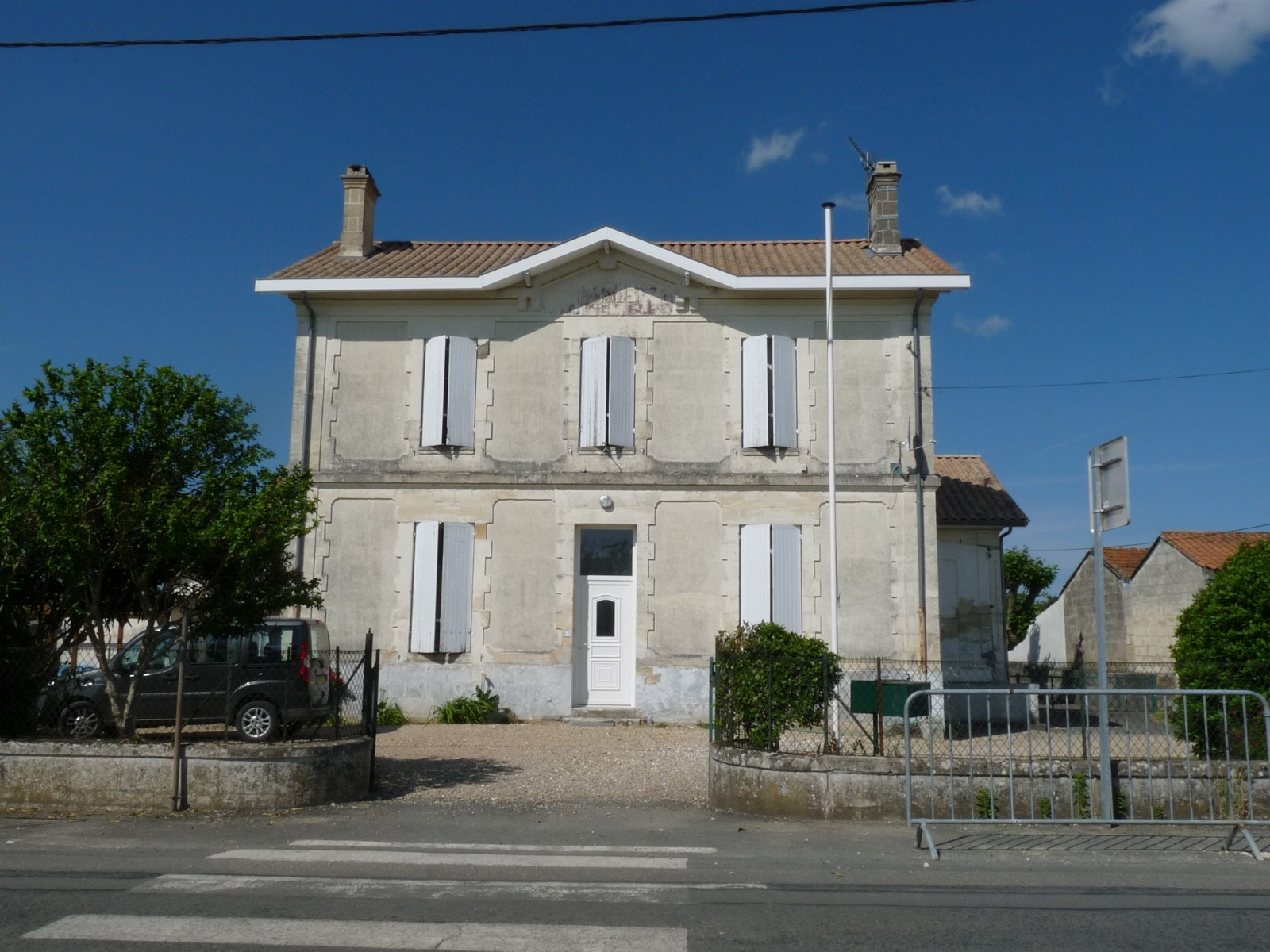
L'école maternelle.
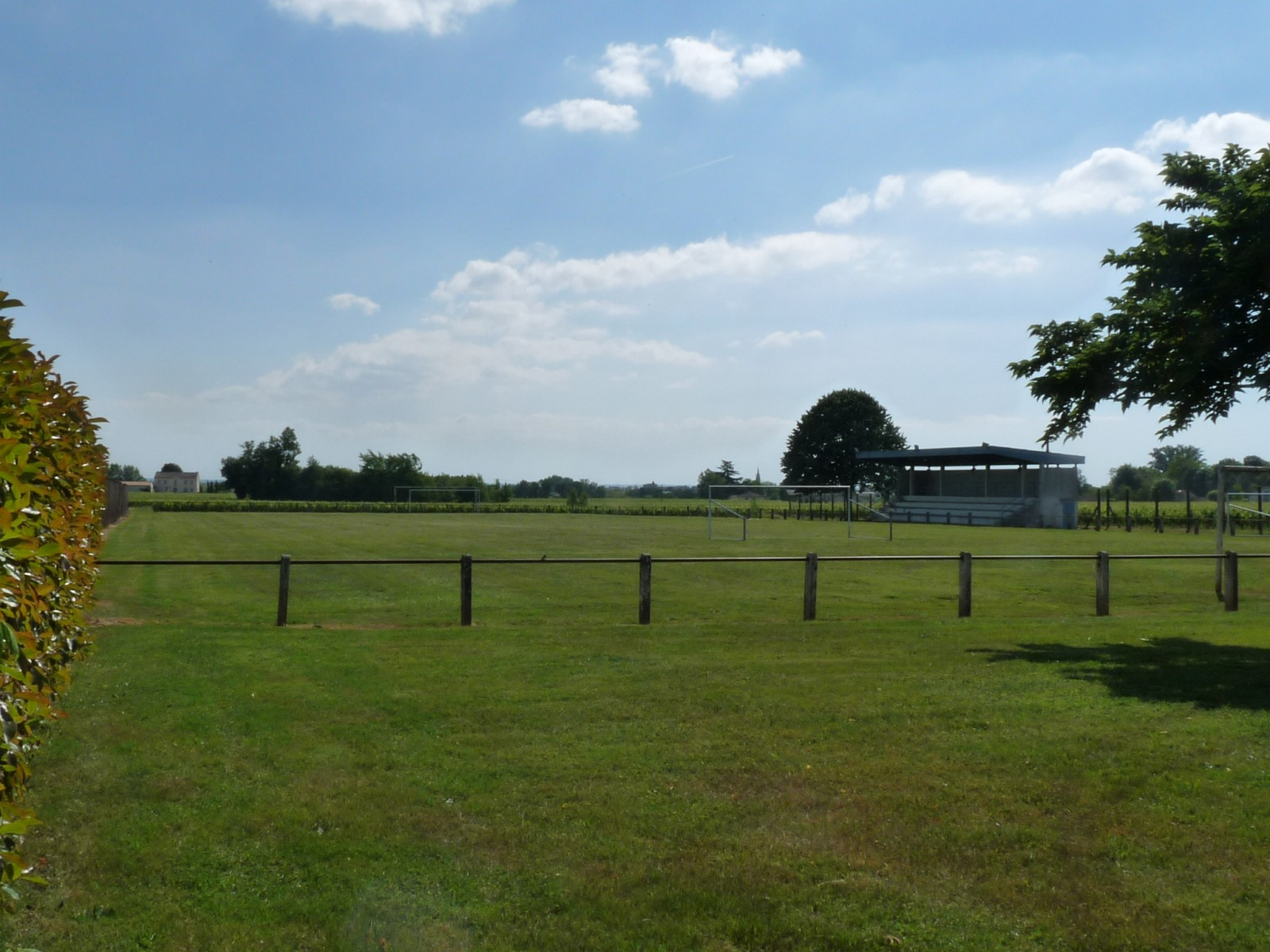
Le stade municipal.
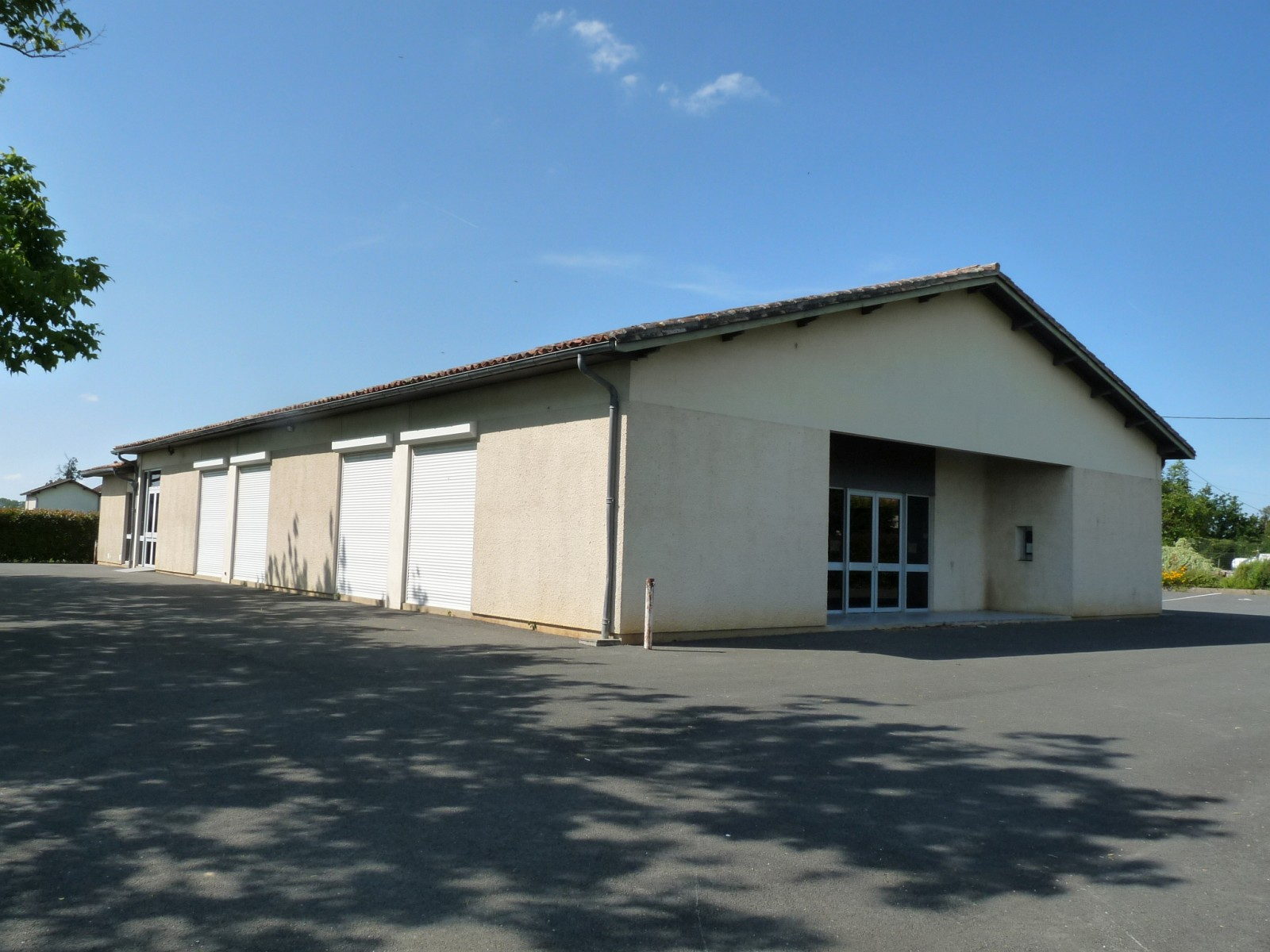
La salle des fêtes.

## Lieux et monuments
- L'église paroissiale Saint-Brice, avec son clocher-porche

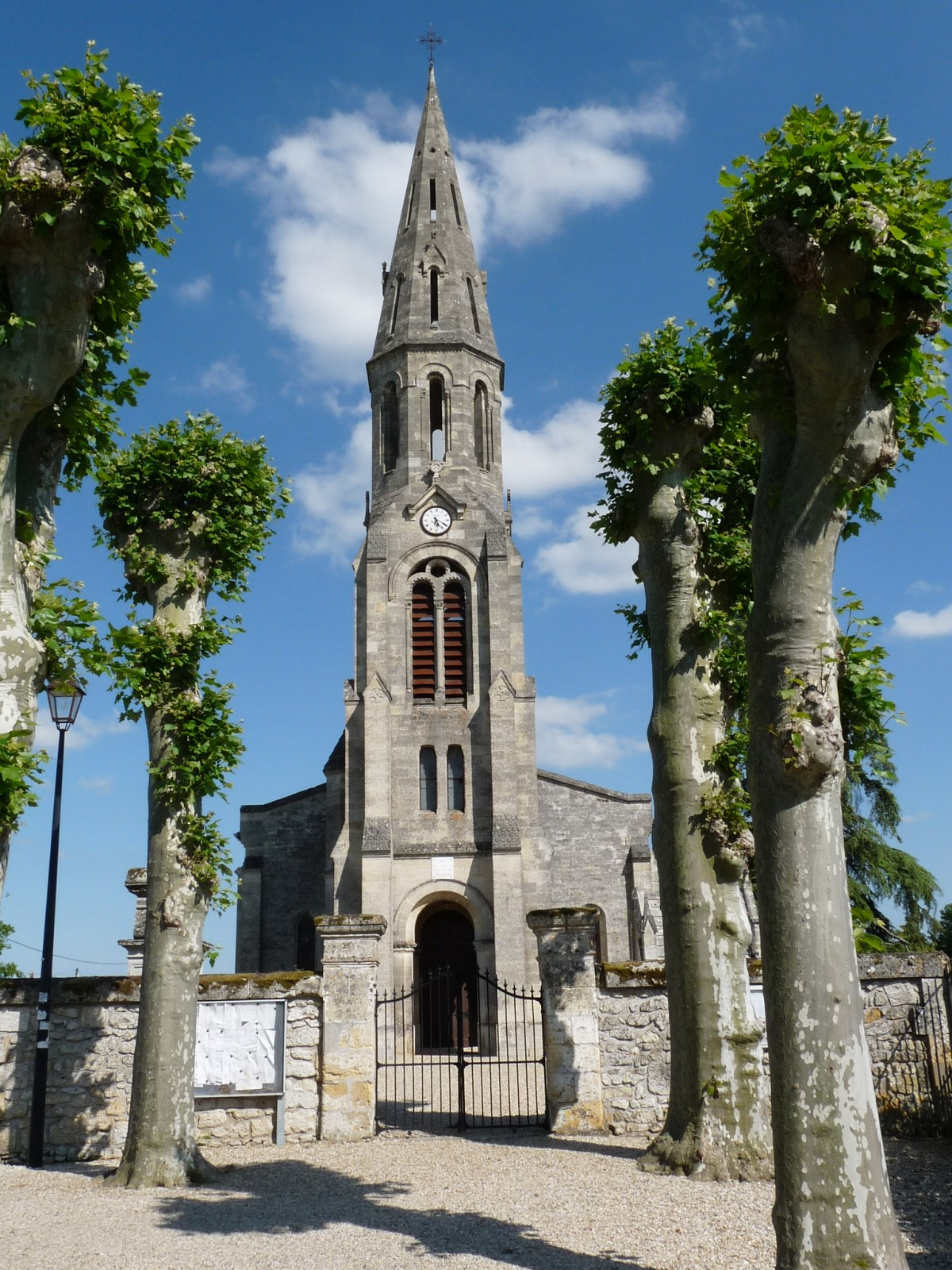
L'église Saint-Brice.
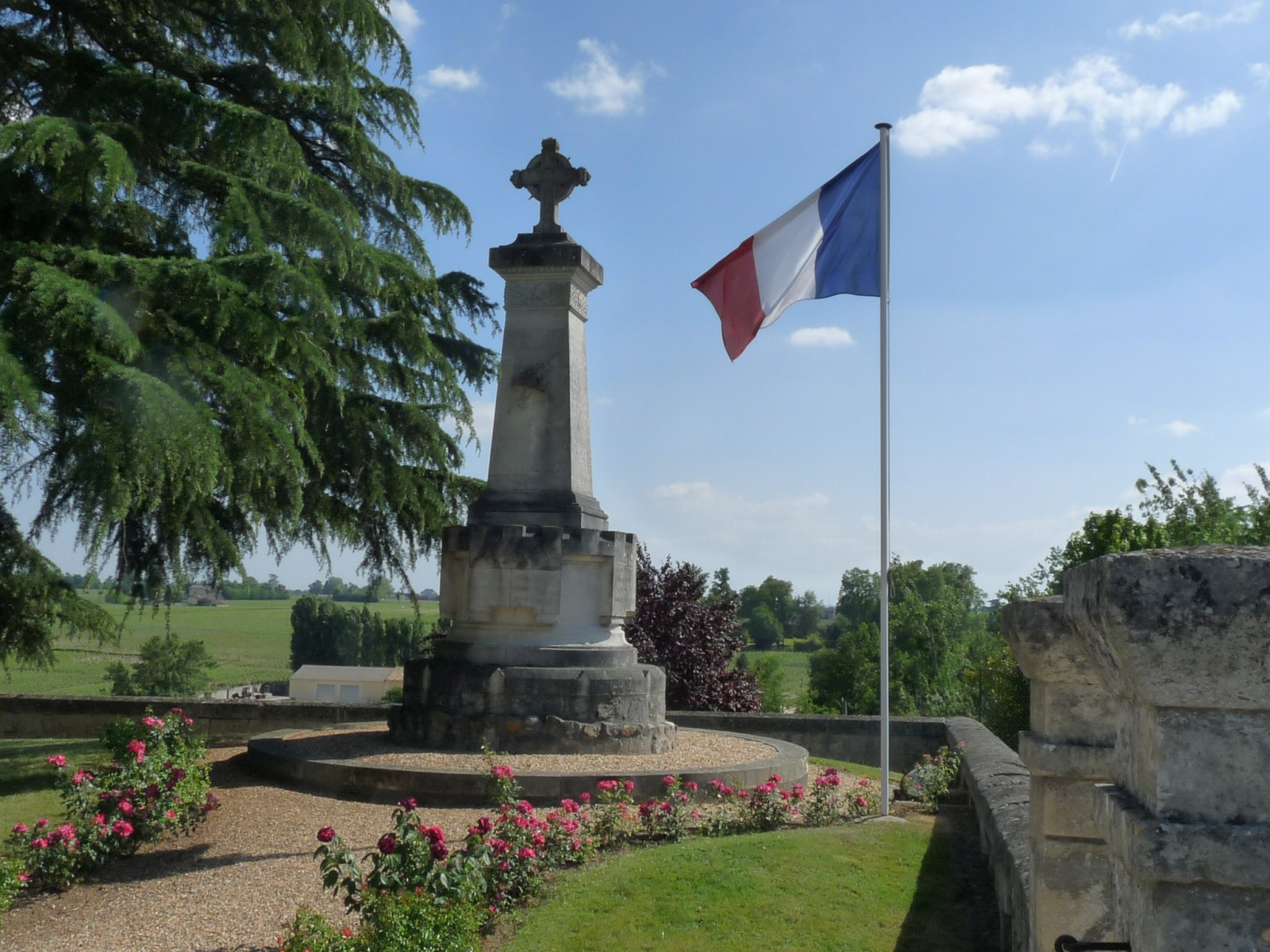
Monument aux morts.

## Personnalités liées à la commune
- Olivier Guichard (1920-2004) : ancien ministre, né à Néac le 27 juillet 1920 et ancien maire de Néac (1962-1971).
- André Lathière (1920-1965) : parlementaire français, mort à Néac le 5 octobre 1965.